# Johannes Stabius
Johannes Stabius (Johann Stab) (Steyr, Áustria, c1468 – Graz, 1 de Janeiro de 1522) foi um cartógrafo austríaco de Viena que desenvolveu, por volta de  1500, o mapa de projeção cordiforme que mais tarde foi desenvolvido por Johannes Werner. É chamado de mapa de projeção de Werner, mas também conhecido como projeção de "Stabius-Werner" ou de "Stab-Werner".    
Depois da sua apresentação por Werner no seu livro de 1514, Nova translatio primi libri geographiaae C. Ptolemaei, a projeção de Werner passou a ser utilizada frequentemente em mapas do mundo e em alguns mapas continentais ao longo do século XVI até ao século XVII.  Foi usada por Mercator (1512-1594), Oronce Finé (1494-1555), e por Ortelius (1527-1598) em mapas da Ásia e de África nos finais do século XVI. No século XVIII foi substituído pela projeção de Bonne para mapas continentais. A projeção de Werner é hoje apenas utilizada para fins educacionais e como curiosidade.
Em 1512, Stabius publicou um trabalho a que chamou Horoscopion.   
Stabius era membro de um círculo de humanistas fixado em Viena, que incluía académicos como Georg Tannstetter, Andreas Stiborius, Thomas Resch,  Stefan Rosinus (1470-1548), Johannes Cuspinianus, e o reformador Joachim Vadianus. Estes humanistas estavam associados à corte de Maximiliano I, Sacro Imperador Romano-Germânico.